# Jesse Vine
Jesse Vine, né le 23 janvier 2003 à Sydney en Australie, est un footballeur international samoan. Il joue au poste de milieu relayeur à Kemps Creek United.

## Biographie

### En club
Il évolue à Kemps Creek United, club évoluant dans les divisions inférieures australiennes.

### En équipe nationale
Il joue le Championnat d'Océanie des moins de 19 ans 2022. Il joue sa première rencontre contre la Nouvelle-Calédonie. Titulaire, sa sélection perd 0-4. Le parcours des Samoa s’arrête en quarts de finale.
Avec les Samoa olympique, il participe au Tournoi pré-olympique de l'OFC 2023. Lors de ce tournoi, il fait ses débuts contre les Tonga. Titulaire, sa sélection gagne 3-0,,. Avec une victoire et deux défaites en phase de groupes, les Samoa ne passent pas l'écueil du premier tour. Ces résultats sont synonymes de non-qualification pour les Jeux olympiques de 2024.
En juin 2024, il figure dans la liste des 23 joueurs samoans retenus par Ryan Stewart pour participer à la Coupe d'Océanie 2024,,. Quelques jours plus tard, lors de cette compétition, il fait ses débuts contre la Papouasie-Nouvelle-Guinée. Remplaçant lors de cette rencontre, il entre au jeu à la 84e à la place de Jarvis Vaai. Sa sélection s'incline 1-2.